# Anauxesis alboscutellaris
Anauxesis alboscutellaris là một loài bọ cánh cứng trong họ Cerambycidae.